# Cratere Rustaveli
Rustaveli  è un cratere sulla superficie di Mercurio.